# Adelbert Dreesen
Adelbert Dreesen (* 25. Oktober 1828 in Apenrade, Nordschleswig; † 1918) war ein deutscher Lehrer, Schriftsteller und Dichter.

## Leben und Werk
Adelbert Dreesen wurde 1828 in Apenrade in Nordschleswig als Sohn des Elementarschullehrers Johann Jürgen Dreesen (1792–1859) geboren. Dreesen hatte von 1847 bis 1850 das Lehrerseminar in Tondern besucht, folgte der Familientradition von Vater und Großvater und wurde daraufhin Lehrer an der Bürgerschule in Apenrade. Daneben betätigte er sich als Mitkämpfer in der schleswig-holsteinischen Armee. Nach dem Ende der Erhebung wurde er durch die politischen Verhältnisse aus seiner Stellung verdrängt und musste sich anschließend als Privatlehrer und Erzieher durchschlagen und fand erst 1856 auf der Kupfermühle bei Flensburg eine Anstellung als Lehrer, die er bis 1865 ausübte. Danach berief man ihn als Mittelschullehrer an die höhere Knabenschule in Apenrade. Dort war er zwanzig Jahre tätig, bis ihn ein schweres Augenleiden im Jahre 1885 in den Ruhestand zwang. Seine restlichen Lebensjahre verbrachte er in seinem Landhause Freudenthal bei Apenrade.
Sein erster Band Perlen aus Schleswigs Sagenschatz: Gedichte erschien 1873 bei der Buchhandlung des Waisenhauses in Halle. Zwei weitere Bände, ein Märchenband und die poetische Erzählung Junker Vigo: eine Sage aus Sundewitt, folgten im Jahr 1890 in Leipzig und Hadersleben. 
Adelbert Dreesen verstarb hochbetagt im Alter von 90 Jahren im Jahre 1918.

## Schriften (Auswahl)
- Perlen aus Schleswigs Sagenschatz: Gedichte. Lyrik. Buchhandlung des Waisenhauses, Halle, 1873
- Märchen. Märchen. Ramm und Seemann, Leipzig, 1890
- Junker Vigo: eine Sage aus Sundewitt: poetische Erzählung. Erzählung. Hadersleben, 1890